# Заволжский Свято-Ильинский монастырь
Заволжский во имя пророка Илии монастырь — женский монастырь Самарской епархии Русской православной церкви, действующий в селе Подгоры Волжского района Самарской области. Создан в 2006 году на базе прихода самарского храма преподобного Сергия Радонежского.

## История
В 1993 году в селе Подгоры был создан православный приход церкви в честь пророка Илии. В октябре того же года администрация Волжского района передала Самарской епархии участок в селе площадью в 0,49 га, некогда принадлежавший церкви. В 1998 году начались восстановительные работы в сохранившемся каменном храме в селе.
В 2003 году в селе был основан скит монашеской общины, сложившейся при самарском храме преподобного Сергия Радонежского. С 2005 года в обители ежедневно совершались службы по полному уставному чину, в храме непрерывно читается неусыпаемая псалтырь. Скит был преобразован в женский монастырь решением Священного синода Русской православной церкви от 11 апреля 2006 года.
К июлю 2008 в монастыре проживало более 20 сестёр под управлением настоятельницы монахини Анастасии.
В дальнейшем планируется возведение скита в посёлке Гаврилова Поляна на территории, где в 1950-х годах находился исправительно-трудовой лагерь, в котором содержался архимандрит Иоанн (Крестьянкин). Планируется, что в скиту будут возведены домовой храм, монастырская больница и богадельня.

## Владения

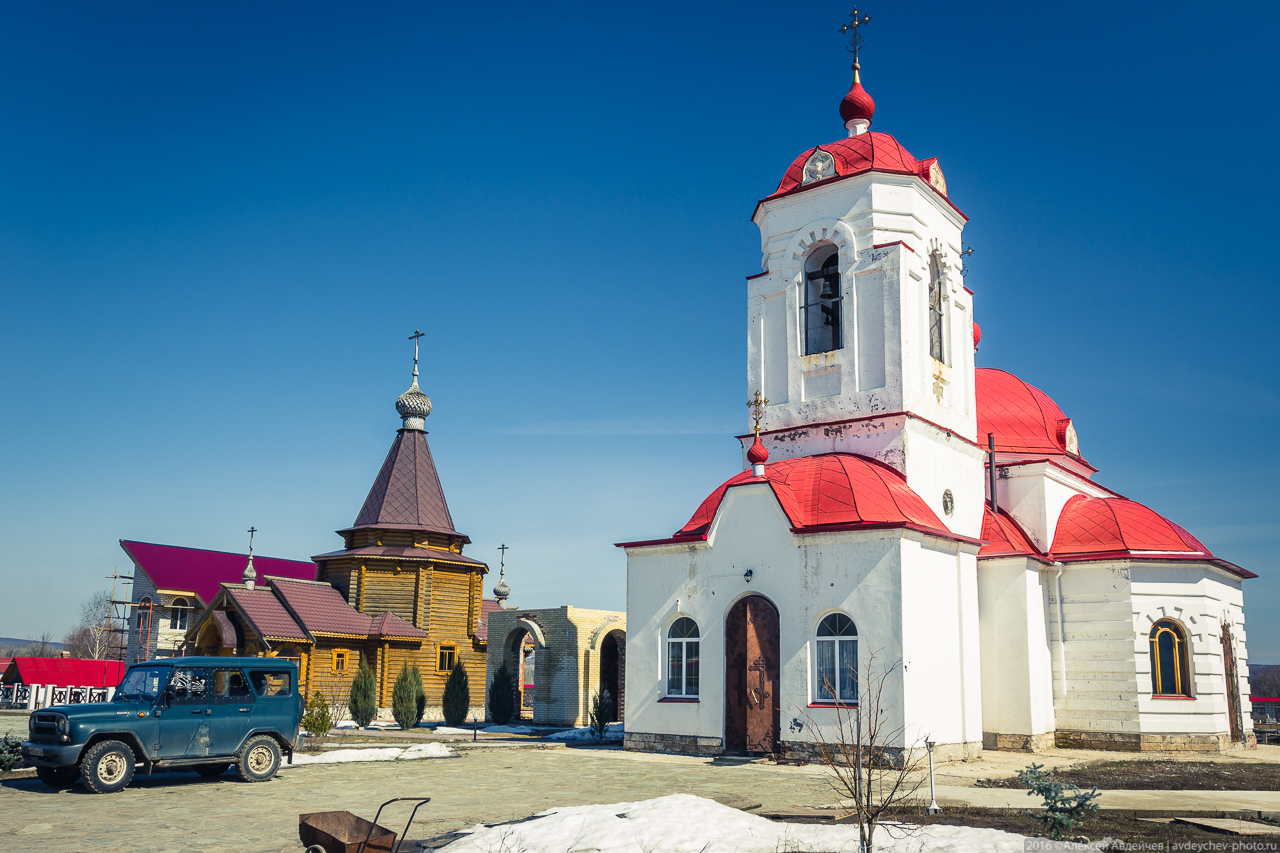
Восстановленный храм во имя пророка Илии

Монастырём был восстановлен бывший приходский во имя пророка Илии храм села Подгоры. Это кирпичная церковь с колокольней, построенная в 1860—1890 годах. В 1920-х церковь была закрыта, использовалась под хозяйственные нужды, частично разрушилась.
10 июня 2003 года в ещё восстанавливаемом храме была проведена первая за несколько десятилетий литургия, 4 августа 2003 года архиепископ Сергий совершил малое освящение храма. С февраля 2005 года в храме начались регулярные богослужения.
В 2004 году началось строительство и 22 октября 2007 была освящена деревянная церковь во имя священномученика Константина Сухова, также появилась домовая церковь во имя великомученицы Анастасии Узорешительницы.
На монастырской территории, огороженной каменной оградой, находится несколько каменных и деревянных келий, имеется баня, проведён водопровод. Построен игуменский корпус с домовой церковью, дом для священнослужителей. Имеются птичник, хлев для коз, огороды и цветники.

## Монастырская жизнь

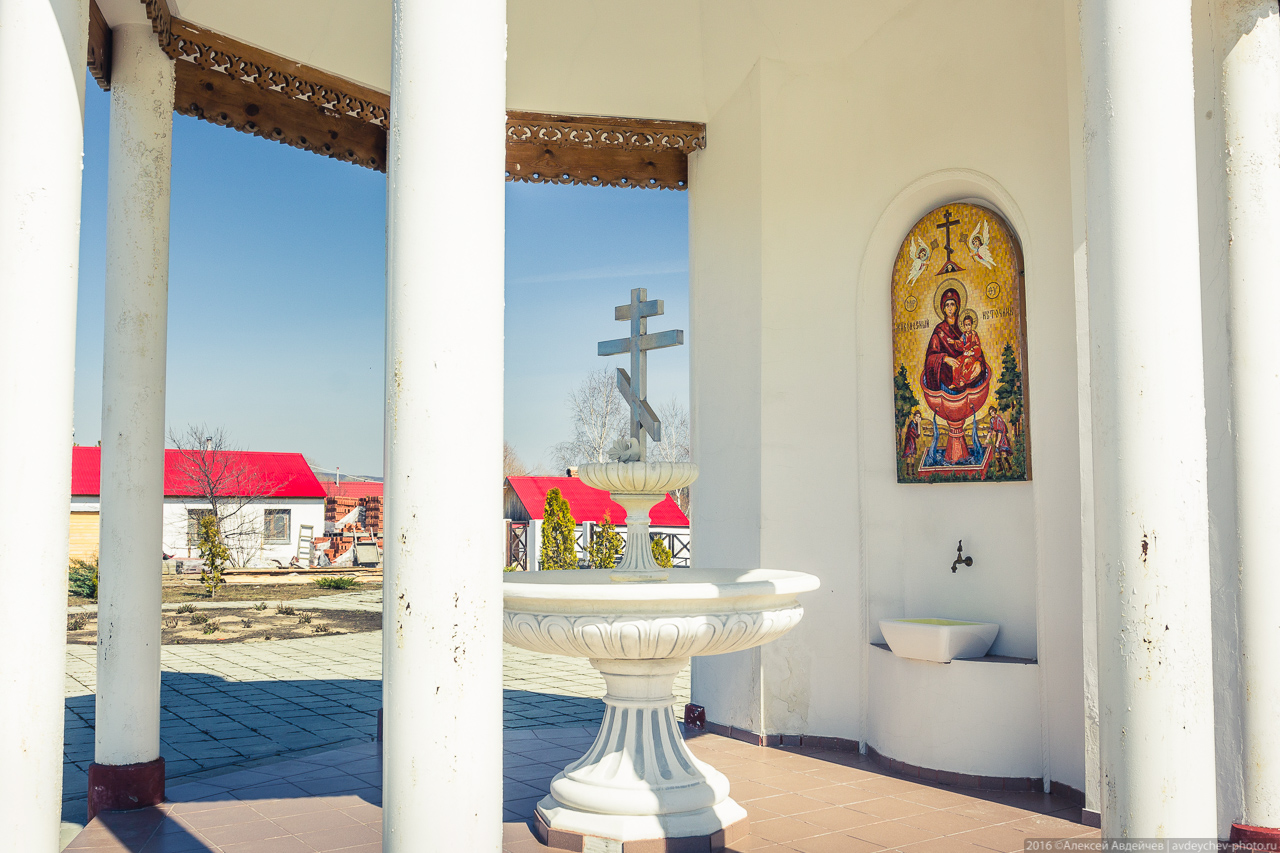

В Заволжском монастыре совершается полный круг богослужений: полунощница, утреня, божественная литургия — в 5 часов утра, вечерня и повечерие в 17 часов. В воскресные и праздничные дни литургия совершается в 7 утра. Богослужения проводятся братией Заволсжкого мужского монастыря.
В монастыре действуют различные мастерские: швейная, златошвейная, вышивальная и иконописная.
В Самаре находится городское подворье монастыря, на территории которого построен храм в честь иконы Божией Матери «Знамение».

## Настоятельницы

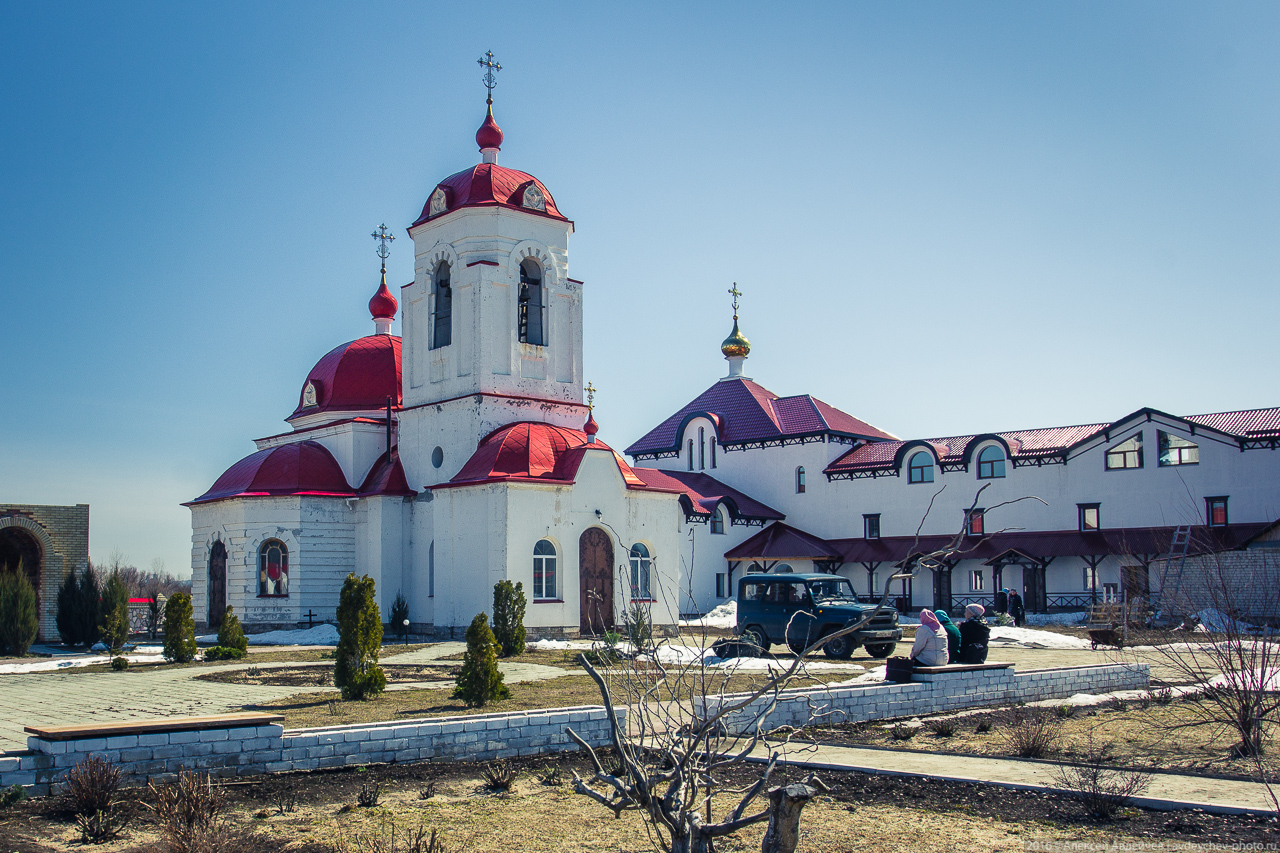

Первой настоятельницей обители была монахиня Анастасия (в миру Ирина Петровна Шестун). Родилась 19 января 1952 года в Самаре, была преподавателем физики. В 1992 году её муж (ныне архимандрит Георгий, настоятель Заволжского мужского монастыря) был рукоположен в священники, за супругом и Ирина посвятила свою жизнь церковному служению. Стала писать стихи и песни, основной тематикой которых являлись любовь к Богу, к ближним, вера, патриотизм. С благословления архиепископа Сергия было издано два сборника стихов, выпущено два диска её песен в исполнении артистов Самарского академического театра оперы и балета.
В 2004 году вместе с супругом приняла монашеский постриг. В 2006 году постановлением Священного Синода монахиня Анастасия была назначена настоятельницей созданного монастыря. В 2009 году была возведена в сан игуменьи. Скончалась 22 июня 2013 года, похоронена в монастыре.
Со 2 октября 2013 года настоятельницей монастыря является игуменья Нина (Механикова), ранее бывшая благочинной монастыря.